# Lhôpital
Lhôpital era una comuna francesa situada en el departamento de Ain, de la región de Auvernia-Ródano-Alpes, que el 1 de enero de 2019 pasó a ser una comuna delegada y sede de la comuna nueva de Surjoux-Lhopital.

## Geografía
Situada al este del departamento, a 10 km al sur de Valserhône.

## Historia
El 1 de enero de 2019, pasó a ser una comuna delegada de la comuna nueva de Surjoux-Lhopital al fusionarse con la comuna de Surjoux.

## Demografía
| 49 | 53 | 42 | 29 | 53 | 49 | 56 | 50 | 50 |
| Para los censos de 1962 a 1999 la población legal corresponde a la población sin duplicidades (Fuente: INSEE [Consultar]) |    |    |    |    |    |    |    |    |